# 伊镇 (上加龙省)
伊镇（法語：His）是法国上加龙省的一个市镇，属于圣戈当区（Saint-Gaudens）萨利耶迪萨拉县（Salies-du-Salat）。该市镇总面积5.05平方公里，2009年时的人口为228人。

## 人口
伊镇人口变化图示